# Sket Dance
Sket Dance (スケット・ダンス, Suketto Dansu) é um mangá escrito e ilustrado por Kenta Shinohara e publicado pela Shonen Jump entre 14 de abril de 2007 e 08 de julho de 2013, totalizando 288 capítulos. Sket Dance ganhou o 55º anual Shogakukan Manga Award em 2009 na categoria melhor mangá shonen. Teve uma adaptação em anime pelo estúdio Tatsunoko e estreou 7 de abril de 2011 na TV Tokyo. 

## Sinopse
O mangá se concentra nas aventuras do clube de apoio "Sket Dan", da Escola Secundária Kaimei, sendo que a sigla "SKET"( Support, Kindness, Encouragement and Troubleshoot) tem como significado bondade, apoio, incentivo e solução de problemas. O clube é dedicado a resolver quaisquer e todos os problemas apresentados pela equipe ou corpo docente. No entanto, devido à sua falta de atribuições significativas e a reputação de ser "apenas um clube para pessoas desocupadas", o Sket Dan é tratado com desprezo e possui apenas três membros. 
Através do passado dos protagonistas e dos casos apresentados pelos demais alunos de Kaimei, o mangá aborda temas como bullying, depressão, delinquência juvenil e reclusão social, sempre alternando entre histórias cômicas e dramáticas.

## Estilo
Seu estilo é bem parecido com o de Gintama, pois satiriza algum animes e mangás, além de estereótipos dos mangás shonen, shoujo e dos animes. Alguns personagens são puras piadas sobre alguns temas como romance. A maioria das sátiras são de mangás da Shonen Jump, como Naruto, Dragon Ball e Bakuman.

## Personagens

### Personagens Principais
Bossun (ボッスン)/Yūsuke Fujisaki (藤崎 佑助, Fujisaki Yūsuke)
Voz de: Hiroyuki Yoshino (na versão original) e Diegho Kozievitch (em português)
O líder da equipe, um excelente atirador e artista cuja personalidade errática é geralmente substituída por uma mentalidade brilhante e dedutiva assim que põe seus óculos no rosto, o que lhe permite fazer análises assustadoramente precisas, concentrando-se inteira e absolutamente em todas as evidências disponíveis, para a solução de casos onde se é preciso investigação. Ele gosta da sensação de aventura que sente ao ajudar os outros, mas pode se tornar muito envolvido emocionalmente com casos mais graves a ponto de agredir verbalmente aqueles que vê trair seus amigos. Apesar da perspicácia de Bossun, ele é notavelmente desajeitado com mulheres atraentes e vive sendo criticado pelos colegas por não parecer um protagonista de shōnen adequado, pois suas habilidades e seu lado emocional são totalmente diferentes do comum. Ele é rapidamente abalado quando alguém o trata mal, a ponto de chorar, e também se desespera rapidamente em situações comuns, como encontros. Apesar de ser o personagem principal do mangá, ele é muito fraco fisicamente e, assim como Switch, é protegido por Himeko durante as lutas, onde ela enfrenta os adversários enquanto eles ficam na retaguarda fingindo lutar. Apesar de não possuir muitas habilidades notáveis, Bossun é um excelente líder, sempre procurando ajudar as pessoas ao seu redor.
Himeko (ヒメコ)/Hime Onizuka (鬼塚 一愛, Onizuka Hime)/Onihime (鬼姫)
Voz de: Ryōko Shiraishi (na versão original) e Rafaela Braga (em português)
Uma lutadora de curta distância, perigosa e que serve como o músculo do Sket Dan usando seu bastão de hóquei. Mesmo em desvantagem, pode derrotar quantos inimigos quiser, a não ser que esteja sem alguma arma. É obcecada por sabores bizarros de pirulitos como "Pelocan de fígado" ou "sabor de esgoto", sendo que tais sabores são capazes de matar alguém. Esses pirulitos em sua boca são facilmente confundidos com cigarros. Apesar de seu fetiche por sabores estranhos, ela é excelente na cozinha e também um ótima dona de casa, até porque é ela quem cuida da faxina do clube. É muito fiel a Bossun, e está disposta a fazer qualquer coisa que ele diz, e parece nutrir sentimentos por ele. Também possui um grande amor por coisas fofas e animais, se auto apelidando "Hime-nee-sama, amante da natureza". Ela diz se odiar por ter ferido muitas pessoas no seu passado e as vezes se descontrola, agredindo alunos quando esses a fazem perder a paciência, mas é claro, comicamente. Apesar do temperamento forte, Himeko é bem frágil por dentro e possui um coração gigante, sempre tentando ajudar os outros, especialmente quando o problema é com amizades.
Switch (スイッチ, Suicchi)/Kazuyoshi Usui (笛吹 和義, Usui Kazuyoshi)
Voz de: Tomokazu Sugita (na versão original) e Julio Muzzi (em português)
O cérebro da equipe, é encarregado de recolher informações sobre os clientes e as vezes, até mesmo sobre os outros membros do clube. Usa um "software de síntese de fala" que seu irmão produziu. Por alguns motivos ligados ao seu passado, ele não fala nada, procurando sempre se comunicar através do notebook que sempre leva consigo ou pelo celular. Switch é especialista na internet e possui uma inteligência notável quando o assunto é recolher informações ou pesquisar sobre o passado dos personagens. É surpreendentemente popular com as garotas, apesar de não ser deixado claro no mangá. Além de conhecimentos de informática, Switch tem demonstrado o acesso frequente e inexplicável a alta tecnologia de engrenagem. Ironicamente, ele odeia otakus, apesar de ser um. É totalmente leal a Bossun, como ele mesmo diz, que sente uma dívida com o líder por sua orientação, e quer ser útil para ele.

### Membros do Conselho Estudantil
Os rivais do Sket-dan, que defendem as regras da escola e lidam com tarefas administrativas, como a criação e financiamento de clubes. Dentro do mundo de Sket Dance, há uma série de mangá sobre eles.
Sōjirō Agata (安形 惣司郎, Agata Sōjirō)
Voz de: Tomokazu Seki
É o Presidente do Conselho de Estudantes e um estudante do terceiro ano. Muito carismático, individual e descontraído, que aparentemente não faz nada como presidente. Ela confia a maioria das responsabilidades para o Vice-Presidente, Sasuke Tsubaki. Seu QI é de cerca de 160. Sua capacidade de ler e entender as pessoas é usada para manipulá-las a fazerem o que ele quer. Com essa habilidade, ele possui a fidelidade completa dos membros do conselho estudantil, Sasuke e Daisy. Apesar de sua crueldade e tendências de que ele não é um cara legal, odeia ganhar e também aqueles que zombam dos perdedores. Ele tem a tendência de esquecer as coisas que disse e é muito preguiçoso, famoso por dormir na sala do conselho. Ele tem um risada único, "kakaka".
Sasuke Tsubaki (椿 佐介, Tsubaki Sasuke)
Voz de: Hiro Shimono
O vice-presidente do Conselho Estudantil, que leva as suas responsabilidades muito a sério. Ele acredita que o Sket-dan é inútil e deveria ser abolido, levando a conflitos com Bossun. Ele é um lutador experiente, e tal experiência faz com que o clube de boxe o convoque diversas vezes para ingressar no clube. Ele também investiga as fraquezas de seus oponentes e as usa a seu favor. É muito semelhante a Bossun, e tal semelhança é notada por praticamente todos os alunos, e é revelado no 48º episódio da série que ele é o irmão gêmeo de Bossun.
Mimori Unyū (丹生 美森, Unyū Mimori)
Voz de: Megumi Takamoto
A tesoureira do Conselho Estudantil. É neta do líder do rico Grupo Unyū. Ela é competente o suficiente para saber como lidar com o dinheiro arrecadado para a escola, mas é confrontada por seus instintos de gastá-lo levianamente. Ela acredita que o dinheiro é um meio para todos os fins. Fora de seus deveres financeiros, ela oferece refrescos e suprimentos de primeiros socorros para os outros membros do Conselho.
Kikuno Asahina (浅雛 菊乃, Asahina Kikuno)
Voz de: Yū Kobayashi
A Secretária do Conselho Estudantil, apelidada de "Daisy". É uma estudante de segundo ano e sempre faz o que o Agata a manda fazer. Ela fala asperamente, insultando as pessoas de propósito, muitas vezes dizendo coisas como "se afogue em um esgoto e morra", ou "caia, morra, ressuscite e morra de novo", e fala através de siglas (geralmente insultos), explicando-as em seguidas. Ela tem uma boa pontaria, e ataca implacavelmente, sem hesitação. Enquanto parece calma e composta do lado de fora, é rápida em julgar os outros, e assim, subestimá-los. Ela não sabe lidar com o fracasso muito bem, e quando isso acontece, ela vai se consolar com bichos de pelúcias. Não gosta especialmente de incomodar outras pessoas, de modo que raramente pede ajuda.
Michiru Shinba (榛葉 道流, Shinba Michiru)
- Voz de: Kenji Nojima

Um membro do conselho estudantil responsável por assuntos gerais, e um estudante do terceiro ano. É um narcisista, que adora posar para fotos. É popular com as garotas, e também tem um fã-clube muito devoto chamado de "Shinbals". Ele é um excelente chef, considerado "excepcional mesmo entre os profissionais". É uma das poucas pessoas que não é influenciada por Agata.

### Professores
São os professores da escola Kaimei, que fazem diversas aparições durante os episódios, pedindo ajuda para o Sket Dan
Tetsuji Chūma (中馬 鉄治, Chūma Tetsuji)
Voz de: Jōji Nakata
É o supervisor do clube Sket, que usa apenas o seu nome pois esse raramente aparece no clube. Passa parte do seu tempo em um laboratório fazendo experimentos que naturalmente são frustrados, correndo o risco de explodirem ou alterarem uma pessoa geneticamente. Ele mantém a ameaça de sair da supervisão do clube caso os membros não queiram fazer algo que ele peça.
Kunio Yamanobe (山野辺邦夫, Yamanobe Kunio)
Voz de: Nobuyuki Hiyama
Um excêntrico professor de Geografia que recorre ao Sket Dan para ajudá-lo a formar o clube de Genesis (um jogo que o foi ensinado pelo Mestre Wong semelhante ao tênis, mas envolvendo uma bola de vôlei e redes de pesca). A criação do clube foi frustrada por Tsubaki, que disse que um clube deve ter no mínimo três pessoas. Mais tarde ele volta com um jogo de tabuleiro intitulado "Hyperion", que apenas pessoas do sexo masculino podem gostar.
Misora Remi (美空 レミ, Remi Misora)/Onee-san (お姉さん)
Voz de: Sakura Tange
Uma tímida e atrapalhada atriz de série infantil que assumiu o cargo de professora assistente assim que Sayama saiu por licença de maternidade. Ela leciona na sala de Bossun, Himeko e Switch e muitas vezes acaba se atrapalhando durante as aulas, tendo que receber ajuda dos próprios alunos. Pede para os alunos se referirem a ela como "onee-san" ("irmã mais velha"). Parece ter uma queda pelo Chūma.

### Outros estudantes
São os outros estudantes da Kaimei ou de outras escolas, que aparecem para auxiliar ou fazer pedidos ao Sket Dan.
Teppei Sugihara (杉原 哲平, Sugihara Teppei)
Voz de: Daisuke Sakaguchi
Roman Saotome (早乙女　浪漫, Saotome Roman)
Voz de: Ai Kayano
Teve sua primeira aparição no volume 7 do mangá e no episódio 4 do anime. Está no mesmo grau que os membros do Sket Dan. Tem uma queda por Bossun, a quem se refere como "príncipe", embora não seja nada mais que uma paixão colegial. Ela possui uma habilidade especial, denominada de "filtro de Otome", que faz com que tudo a sua volta fique da forma que ela quer, mantendo as pessoas em ilusões. Ela adora mangás shōjo, e tem o sonho de se tornar uma grande artista de mangá, mesmo que seus desenhos sejam péssimos. Age muitas vezes como se estivesse em um mangá shoujo, assim apontando os clichês deles.
Reiko Yūki (結城 澪呼, Yūki Reiko)
Voz de: Fumiko Orikasa
Reiko aparece pela primeira vez no volume 3 do mangá e no episódio 5 do anime. Ela possui uma aparência assustadora fazendo com que as pessoas a confundam com um fantasma. É uma clara referência a Samara, do filme "O Chamado". Ela acredita firmemente no ocultismo e tem uma rivalidade amigável com Switch, que não acredita em oculto pois tem uma forte crença na ciência. Odeia moda, mas foi provado por Sitch que ela pode ficar bonita quando quer.
Shinzo Takemitsu (武光 振蔵, Takemitsu Shinzō)
Voz de: Kenta Miyake
Ele é o capitão do clube de kendo no Kaimei. Depende de suas balas para se manter ativo, e sempre as come antes de toda partida. Ele afirma querer ser um samurai, porém suas atitudes não tem relação alguma com samurais e a única coisa que lembra isso são suas roupas e seu cabelo amarrado. Como seu pai era ator, desde pequeno ele aprendeu a atuar e assim a agir como um samurai.
Yabasawa Moe (矢場沢 萌)
{{Voz de|[[Megumi Toyoguchi]}}
É uma menina grande, mas que possui confiança em si mesma, especialmente em sua aparência - ela tem uma boca em forma de "3" - e essa boca foi a razão pela qual Sket Dan entrou em um concurso que acrescentaria um detalhe em seu avatar num jogo de celular, uma boca em forma de "3". É uma das líderes de torcida do colégio e foi notado que possui uma bela voz. A palavra "yabas" é amplamente utilizada ao longo de suas conversas, muitas vezes usada para final de frase. Ela tem um macaco de estimação pervertido chamado Yeti, que usa uma mochila amarela.
Takahashi Chiaki (高橋 千秋) / Captain (キャプテン)
Voz de: Satomi Satō
É a capitã do time de softball da escola Kaimei e possui uma extrema facilidade de aprender rapidamente as coisas. Foi a primeira amiga de Himeko quando essa se mudou de escola. Sempre ajuda o Sket Dan em seus pedidos, e possui uma personalidade amável e responsável, sempre se preocupando com as outras pessoas. Possui várias habilidades, entre elas a de comer qualquer coisa tão rápido que parece que some. É extremamente habilidosa nos esportes.
Date Kiyoshi (伊達 聖士)/Dante (ダンテ)
Voz de: Gackt
É um estudante da escola Kaimei que possui uma banda J-Rock chamada JardiN. Tem um cabelo roxo e usa batom. Apesar de possuir uma força presença de palco, Dante é muito tímido e fica envergonhado com facilidade. Ele possui dificuldades em se expressar adequadamente e é frequentemente mal interpretado. Isso se deve ao fato de ele usar palavras e frases curtas nas conversas que devem ser interpretadas pelo ouvinte. Apesar da imagem gótica, ele gosta de mangás shonens - Naruto em particular.
Kibitsu Momoka (吉備津 百香)
Voz de: Marina Inoue
É uma delinquente da escola Nikkō que assumiu o nome de "Lendária Onihime", mas acabou sendo derrotada por Himeko. Desde então, criou uma admiração e fidelidade completa a esta, e passa a frequentar a sala de clube do Sket Dan. Em um ponto do anime, fez audição para se tornar dubladora e conseguiu. Mesmo não querendo, sempre alcança o sucesso em tudo o que faz. Possui uma voz excelente e também é uma ótima atriz. Naturalmente ignora tudo o que Bossun diz, mas depois de acostuma com ele. Tem uma gangue com mais três garotas, que mostram confiar muito em Momoka. Apesar de no início parecer durona, ela é frágil e tímida, e também muito bonita, sempre chamando atenção por onde passa.
Saaya Agata (安形 紗綾)
Voz de: Kana Hazawa
É uma estudante da escola Kaimei, e irmã do presidente do conselho estudantil Agata, chegou ao Sket-dan pedindo ajuda para mudar sua personalidade tsundere que à incomodava, aproveitando a ajuda do grupo pediu para eles cuidarem de uma coruja que logo se tornou o bichinho do grupo. Durante o percurso ela se apaixonou pelo Bossun, criando um triângulo amoroso entre ela, Bossun e Himeko.

## Trilha Sonora
Aberturas
- OP1 - "Kakkowarui I Love You!" (episodios 01-17)

Interpretado por: French Kiss.
- OP2 - "Michi" (episodios 18-26)

Interpretado por: The Sketchbook.
- OP3 - "Graffiti" (episodios 27-39)

Interpretado por: Gackt.
- OP4 - "Message" (episodios 40-52)

Interpretado por: The Sketchbook.
- OP5 - "Reboot" (episódios 53-64)

Interpretado por: Everset.
- OP6 - "Clear" (episódios 65-77)

Interpretado por: The Sketchbook.
Encerramentos
- ED1 - "Comic Sonic" (episodios 02-16)

Interpretado por: The Pillows.
- ED2 - "Funny Bunny (Rock Stock Version)" (episodio 17)

Interpretado por: The Pillows.
- ED3 - "Clover" (episodios 18-26)

Interpretado por: The Sketchbook.
- ED4 - "Milk and Chocolate" (episodios 27-39)

Interpretado por: ChocoLe.
- ED5 - "Hero" (episodio 37)

Interpretado por: The Sketchbook.
- ED6 - "Party! Hallelujah" (episodios 40-52)

Interpretado por: Hiroyuki Yoshino & Tomokazu Sugita & Hiro Shimono & Tomokazu Seki.
- ED7 - "Birthday" (episódio 48)

Interpretado por: The Sketchbook.
- ED8 - "Colors" (episodios 53-64)

Interpretado por: The Sketchbook.
- ED9 - "Sekai wa Okujō de Miwataseta" ( episodios 65-72 e 74)

Interpretado por: The Sketchbook.
- ED10 - "Startup" (episodio 77)

Interpretado por: The Sketchbook.

## Episódios
| Nº | Título                                                               | Exibição original       |
| --- | -------------------------------------------------------------------- | ----------------------- |
| 01 | "A Academia SKET"                                                    | 7 de abril de 2011      |
| Um estudante transferido chega no campus, e os três membros do Sket-dan se apresentam, na esperança que o estudante se unirá ao clube, mas ele educadamente recusa. Ele retorna depois, coberto com tinta vermelha, aparentemente vítima de bullying, pedindo ajuda ao grupo. Depois de investigar, descobrem que o culpado é o próprio aluno transferido, que operava sob comando do valentão que o conhecia na infância. Depois de endireitar as coisas, o novo aluno se sente mais confortável na escola e ingressa no clube de basquete, agradecendo o clube Sket pela ajuda.                     |                                                                      |                         |
| 02 | "Samurai de Menta"                                                   | 14 de abril de 2011     |
| A próxima pessoa a solicitar ajuda do Sket-dan é um aluno do clube de kendo que se auto-proclama samurai. No final do arco, o Sket-dan o ajuda o superar suas fraquezas e a vencer o torneio. Na segunda parte do episódio, Yabasawa Moe pede ao clube para cuidar de seu macaco de estimação enquanto ela treina. Porém, o macaco é um pervertido que possui tara por mulheres. |                                                                      |                         |
| 03 | "A Lendária Onihime"                                                 | 21 de abril de 2011     |
| Himeko já foi uma delinquente temida por toda a parte, conhecida como a "lendária Onihime". Ela está totalmente reformada agora, mas surgem estranhos rumores de que "Onihime" começou a agir de novo, espancando estudantes de várias escolas. É descoberto que a culpara era Kibitsu Momoka, e, depois de esta descobrir que a verdadeira 'Onihime" era Himeko, passa a admirá-la e a frequentar o clube. |                                                                      |                         |
| 4 | "Romântico! Em busca do mascote Pelolin!"                            | 28 de abril de 2011     |
| Saotome Roman, membro do Clube de Mangá, se apaixona por um garoto que viu em um dia de chuva. Como não sabe a sua identidade, vai pedir ajuda ao Sket-dan. No final do episódio, é descoberto que esse garoto era na verdade o Bossun, e que ele era totalmente diferente de como Roman o descreveu. Na segunda parte do episódio, a capitã do time da escola pede ajuda ao Sket-dan para achar um bilhete premiado que perdeu. |                                                                      |                         |
| 5 | "O Fantasma do Incinerador"                                          | 4 de maio de 2011       |
| Yuuki Reiko, membro do clube de Ocultismo, invade a sala do Sket-dan, com uma foto de um dos sete mistérios da Academia Kaimei, o "Fantasma do incinerador". Incentivamos pelo Switch, tentam descobrir a verdade por trás da imagem, e provar que tudo não passou de um boato. Enquanto isso, surge a sociedade da Aranha, responsável por chantagear estudantes pedindo dinheiro. Então surge o Conselho Estudantil, que bolam um plano e loclizam os culpados, acabando com essa sociedade. |                                                                      |                         |
| 6 | "Mesmo a Onihime tem Lágrima nos Olhos"                              | 12 de maio de 2011      |
| Tsubaki Sasuke do Conselho Estudantil diz que o Sket-dan vai ser acabado por ser um clube inútil. Para provar a eficácia do clube, Bossun assume um pedido para fazer uma peça de teatro que seria apresentada aos estudantes de pré-escola. Mas o Conselho também assume o mesmo pedido, então a competição começa. É mostrado o sentimentalismo e a gratidão de Momoka à Himeko durante a peça do Sket-dan. |                                                                      |                         |
| 7 | "Sakura de Verão"                                                    | 19 de maio de 2011      |
| Tetsu chega e pergunta ao Sket-dan se um deles pode ir a um encontro no seu lugar. A garota que ele iria se enontrar era uma menina doente que estava a trocar mensagens com ele, sendo que ela era sua melhor amiga na infância. Mas como ele tem medo de ela se decepcionar ao se encontrar com ele, pede para que Bossun se encontre com ela. Mas tudo toma um rumo surpreendente... |                                                                      |                         |
| 8 | "Nervoso & Genesis"                                                  | 26 de maio de 2011      |
| Momoka pede ajuda para Sket-dan. Acontece que ela foi convidada a fazer uma audição para se tornar dubladora de uma das personagens de um anime que Switch é fã. Eles, então a ajudam a treinar sua voz e se adaptar aos perosnagens. |                                                                      |                         |
| 9 | "Deixem com o Enta"                                                  | 2 de junho de 2011      |
| Um artista de mangá chamado Hinohara Enta chegou para entrevistar os estudantes em Kaimei em busca de inspiração para o seu novo projeto. Bossun acha que pode ficar popular se ele se tornasse o personagem principal do mangá, mas o mangaká o acha muito "chato e "simples". Então eles farão de tudo para impressioná-lo, mesmo que seja da pior forma possível. |                                                                      |                         |
| 10 | "Você não deve assistir"                                             | 9 de junho de 2011      |
| Os membros do Sket-dan começam a achar formas divertivas para esquecer as provas semanais. Só que um DVD misterioso surge, e as pessoas dizem que se você vê-lo, será amaldiçoado. Então Kuramoto Ayumi entra com um pedido simples: ajudr a animar um amiga que estava agindo de forma estranha ultimamente. Mas eles passam a suspeitar dela quando percebem que ela estava agindo como alguém que tinha visto algo que não deveria ver... |                                                                      |                         |
| 11 | "Grande Batalha Bibage"                                              | 16 de junho de 2011     |
| Yabasawa realmente quer uma certa parte de complemento para o seu avatar, então pede ao Sket-dan para participar de um torneio, cujo prêmio é essa parte que ela quer. Eles, inicialmente não estão muito animados com os jogos, mas quando descobrem que o Conselho Estudantil também vai participar, colocam tudo de si nesse torneio... |                                                                      |                         |
| 12 | "Gangue de Atiradores de Elite e etc"                                | 23 de junho de 2011     |
| Na segunda parte do torneio, Shinzou proteme vingar Himeko, que perdeu numa partida de culinára contra Michiru. Porém seu adversário é Tsubaki. Então o torneio esquenta com a batalha de RPG (ou, na verdade, de língua afiada) entre Switch e Daisey! |                                                                      |                         |
| 13 | "Pixie do Jardim"                                                    | 30 de junho de 2011     |
| É a penúltima rodada, e nada melhor do que uma batalha de amor entre Roman, a desajeitada cabeça-de-vento, e Mimorin, a garota perfeita, rica e avoada. As coisas esquentam quando descobrem que Bossun irá enfrentar Agata numa batalha de concentração e dedução. |                                                                      |                         |
| 14 | "Produzir Uchida"                                                    | 07 de junho de 2011     |
| Takaaki Uchida vem à Sket-dan com um pedido simples: torná-lo popular! Bossun aceita rapidamente o pedido e todos do clube se esforçam para fazer com que ele ganhe o título de Sr. Popular. Mas sua personalidade tímida faz com que seja difícil se destacar. Então Sket-dan avança em um dos seus pedidos mais complicados: tornar um tímido garoto em um super popular em apenas uma semana. |                                                                      |                         |
| 15 | "Anjo Enganado, o 13º"                                               | 14 de julho de 2011     |
| Bossun pode ter um jeito com as palavras, mas esses clientes nasceram com os pés em suas bocas! Primeiro é J-son-sensei, o professor com o coração de vidro que parece ter saído de um filme de terror! Sket-dan deve ajudá-lo a encontrar o amor... Depois um homem de poucas palavras e muitas poses, "Dante", que representa o maior enigma de todos... Pode o Sket-dan ajudar este "anjo caído" a encontrar suas "asas"? |                                                                      |                         |
| 16 | "Festival de Rock Kaimei"                                            | 21 de julho de 2011     |
| O Festival de Música da Academia Kaimei está chegando! Bossun está chateado porque Himeko e Switch se uniram a bandas. Mas depois de aprender a tocar baixo, Bossun se une a uma banda e os três amigos inseparáveis passam a competir uns contra os outros. |                                                                      |                         |
| 17 | "Sketchbook"                                                         | 28 de julho de 2011     |
| Bossun faz amizade com uma violinista durante o treino para o Festival. Ele aprende com ela, como a música pode se tornar divertida. Porém adiverção está para acabar quando Bossun, Himeko e Switch ficam com problemas em suas bandas. |                                                                      |                         |
| 18 | "É assim que um homem joga Hyperion"                                 | 4 de agosto de 2011     |
| Yamanobe-sensei está de volta, e agora ele está tentando fazer com que todos do Sket-dan se tornem viciados em um jogo de tabuleiro, que mistura peças e regras de outros jogos. Todos, com exceção de Himeko, que não se sente nada atraída por ele jogo, afinal, apenas homens gostam dele. |                                                                      |                         |
| 19 | "Pânico e Cem Cortes de Cabelo no Escritório do Diretor"             | 11 de agosto de 2011    |
| Sket-dan é convidado a participar de uma manchete no jornal. Himeko sugere que BOssun corte o cabelo para tirar a foto. Mas quando ele recusa, Himeko usa suas próprias mãos para cortar de todos os jeitos o cabelo dele, mas nada sai como planejado. Enquanto isso, é o aniversário do diretor, e os membros do conselho estudantil acabam por fazer uma bagunça em seu busto de bronze. |                                                                      |                         |
| 20 | "Encontro às Escuras"                                                | 18 de agosto de 2011    |
| Bossun entra em uma discurssão com Himeko. As coisas pioram quando ele e o Switch são convidados por Seji para um encontro em grupo, com três garotas. Bossun tenta animar as garotas com suas piadas assim que Seji vai embora, mas elas não te o mesmo senso de humor que Himeko e acabam ficando entediadas com os dois. Himeko, querendo ver o resultado do encontro, vai disfarçada e, por umpulso, acaba ajudando os dois. |                                                                      |                         |
| 21 | "Otaku & Oculta"                                                     | 25 de agosto de 2011    |
| Bossun e Himeko ficam desconfiados quando veêm que Switch irá se encontrar com Reiko para comprar um computador. Eles acabam entendendo a situação errado. No final do episódio tem um omake, "Resort Dance", que mostra as garotas do elenco brincando de Shiritori na praia. |                                                                      |                         |
| 22 | "Homerun no Parque"                                                  | 01 de setembro de 2011  |
| O diretor pede ao Sket-dan para cuidar de seu neto e divertí-lo. Mas o garoto não parece querer brincar e muito menos perder seu tempo com Bossun e seus colegas. |                                                                      |                         |
| 23 | "É ótimo ser uma Princesinha!"                                       | 08 de setembro de 2011  |
| Momoka vem para o Sket-dan pedindo ajuda em seu trabalho de dublagem. Ela terá que dublar como uma criança, mas antes precisa entender a mentalidade infantil. Sket-dan passa a ajudá-la, brincando de jogos infantis com ela, mas isso não parece ajudar. Até que Momoka e Himeko acidentalmente tomam uma das drogas de Chuu-san e voltam a infância. |                                                                      |                         |
| 24 | "Irmão mais velho, Irmão mais Novo"                                  | 15 de setembro de 2011  |
| Shinzou, o samurai, discute com seu irmão mais novo. Ao contrário dele, seu irmão é rebelde e eles nunca se deram bem. Começa o arco de Switch, contando sua história e a de seu irmão. |                                                                      |                         |
| 25 | "Switch Off"                                                         | 22 de setembro de 2011  |
| A história de Switch continua. Sawa, sua amiga, passa a ser perseguida e a receber mensagens ameaçadoras. Em um momento de rancor recorrente de ciúme, Kazuyoshi envia Switch e Sawa sozinhos para comprar itens de proteção pessoal. Enquanto eles saem, a amiga de Sawa vem falar com Kazuyoshi, e ele acaba dizendo que Sawa está namorando Switch. Depois de um aviso da mesma, ele vai atrás de um garoto que parece ser o perseguidor, mas não era o culpado. Após isso, ele descobre que a culpada era na verdade a amiga de Sawa, que foi atrás dela e do Switch, e cravou uma faca no mesmo. |                                                                      |                         |
| 26 | "Espírito de Dança"                                                  | 29 de setembro de 2011  |
| Bossun, Himeko e Switch estão tendo um dia normal. Mas de repente os personagens principais de Gintama (Gintoki, Kagura e Shinpachi) aparecem! |                                                                      |                         |
| 27 | "Juntamente com a Onee-san e o Mal Cientista"                        | 6 de outubro de 2011    |
| Os alunos da sala de Bossun, Himeko e Switch contam com uma professora nova (intitulada "Onee-san"), porém ela é desajeitada e está chateada por não ser um bom modelo para os alunos. Sket-dan perguntam para Chuu- san se ele pode fazer alguma poção para ajudá-la. |                                                                      |                         |
| 28 | "A Cozinha Elegante de Shinba Michiru"                               | 13 de outubro de 2011   |
| Quando o clube de transmissão começa um talk show semanal de televisão, seu primeiro convidado é o carismático Shinba Michiru do Conselho Estudantil. A ideia é para ele liderar um segmento de culinária, mas o show se torna caótico devido aos assistentes de Shinba, o manipulador Agata e a mal-humorada Daisy. |                                                                      |                         |
| 29 | "A Segunda Vinda do Anjo Enganado"                                   | 20 de outubro de 2011   |
| Dante está de volta, e desta vez ele diz que está faltando alguma coisa do seu lápis. Ele poderia ter uma queda por alguém? Além disso, Bossun e sua turma acabam de descobrir um talento incrível da Capitã, e acabam por usufruir dele. |                                                                      |                         |
| 30 | "Gire a Manivela-nyora!"                                             | 27 de outubro de 2011   |
| O Sket-dan fica obcecado em consiguir a coleção completa dos "Super Slim-Figured Slenders". Em seguida, a fama sob a cabeça de Momoka e faz com que ela se torne uma pessoa extremamente moe. Mas suas amigas não estão gostando muito da sua transformação... |                                                                      |                         |
| 31 | "Samurai e Roupas"                                                   | 03 de novembro de 2011  |
| Shinzou recorre ao Sket-dan para ajudá-lo a se vestir para um encontro com uma garota que ele conheceu através de sites de bate-papo. Mas a garota quer que ele use roupas modernas. Mais tarde, o professor J-son empresta seu DVD de malhação para Himeko e Switch. |                                                                      |                         |
| 32 | "Ladra Dance, Plus!"                                                 | 10 de novembro de 2011  |
| Episódio Bônus, satirizando histórias de Naruto e Star Wars. |                                                                      |                         |
| 33 | "O Homem de Vidro"                                                   | 17 de novembro de 2011  |
| Sket-dan está participando de uma filmagem do clube de video, que pediu a ajuda para solucionar um mistério do homem de vidro. Essa pessoa teria quebrado os vidros de diversas salas, inclusive do clube de mangá. |                                                                      |                         |
| 34 | "O Laboratório Romântico da Irmã!"                                   | 24 de novembro de 2011  |
| Roman ganha um aprendiz de seu clube, e decide ensiná-la suas noções básicas para se fazer um mangá shoujo. Ela então cria um mangá que funciona como guia, com resultados hilariantes! Em seguida, Onee-san está de volta, e dessa vez ela deverá provar que realmente é boa em alguma coisa. |                                                                      |                         |
| 35 | "O Guerreiro Enigmático"                                             | 1 de dezembro de 2011   |
| O Sket-dan é desafiado para uma batalha de inteligência por Enigman, o presidente do clube de máscaras. Mais tarde, o garoto mais bonito do colégio vem ao Sket-dan pedir conselhos... Sobre o amor. |                                                                      |                         |
| 36 | "Ogra"                                                               | 08 de dezembro de 2011  |
| Himeko quebra o Cyclone ajudando um cliente que estava sendo assaltado por um valentão... Mas ao comprar um novo taco de hóquei, ela lembrou de seu passado... |                                                                      |                         |
| 37 | "Kunpuu"                                                             | 15 de dezembro de 2011  |
| Ainda na história de Himeko, ela vai para uma outra escola para escapar de seu passado violento, mas os rumores de que "Onihime" se transferiu para aquela escola se espalham como fogo. Quando a Capitão, na época, melhor amiga da Himeko, se mete em problemas, Himeko vai salvá-la, mesmo correndo o risco de expor sua antiga identidade. Além disso: a origem secreta de Sket Dance. |                                                                      |                         |
| 38 | "Pausa das Fantasias"                                                | 22 de dezembro de 2011  |
| Sket-dan aceita um pedido de ajuda da Onee-sa, para se fantasiarem de personagens do seu programa e fazerem um apresentação ao vivo para as crianças. Mas eles acidentalmente ficam presos em um galpão e terão que correr contra o tempo para chegarem a tempo da apresentação. |                                                                      |                         |
| 39 | "Um Ano Novo Estranho e... Especial!"                                | 05 de janeiro de 2012   |
| Yamanobe-sensei volta mais uma vez e, desta vez, ele trouxe consigo um console de jogos vintage para Switch reparar. Sket-dan acaba ficando viciado nesse jogo. |                                                                      |                         |
| 40 | "Blues da Emboscada"                                                 | 12 de janeiro de 2012   |
| Alunos estão sendo atacados nos arredores da escola, mas desta vez, o Sket-dan não pode contar com Himeko para pegar os bandidos pois essa pegou um resfriado. A situação piora quando o Switch acaba pegando o resfriado da Himeko. Então cabe a Bossun ir sozinho enfrentar o bandido, mas o que ele não esperava é que Tsubaki também estaria lá... |                                                                      |                         |
| 41 | "Vs. Conselho Escolar! O Homem Raro que não teme um Quizz!"          | 19 de janeiro de 2012   |
| Enigman e Quettion estão de volta, e suas próximas vítimas são o Conselho Estudantil! Com o super-gênio do Agata ocupado em uma reunião, será dever dos outros membros do conselho derrotar Enigman, que conta com a ajuda do Bossun. Mais tarde, Enigman volta a pedir conselhos amorosos sobre Quettion! |                                                                      |                         |
| 42 | "A Estrada Repentina de Momoka aos Palcos"                           | 26 de janeiro de 2012   |
| Momoka se torna a atriz principal de um peça de teatro, mas está tendo problemas com o script. Ela pede ajuda a Sket-dan para treinr e descobrir o que auqele roteiro realmente é... E, em seguida, outra personagem alcança o sucesso: Roman, que acaba de fazer sua estreia de mangá.Ela mostra sua história para o clube, mas o seu mangá realmente surpreende todos ali. |                                                                      |                         |
| 43 | "Garota Tímida"                                                      | 02 de fevereiro de 2012 |
| Himeko salva um aluno do primeiro ano, Jin, e ele se apaixona perdidamente por ela. A fim de fazê-lo desistir de persegui-la, ela diz que já possui um namorado... Bossun! Agora tudo o que ela tem que fazer é provar isso a ele... |                                                                      |                         |
| 44 | "Queda"                                                              | 09 de fevereiro de 2012 |
| O Sket-dan ajuda Capitã a refazer uma amizade que tinha perdido, ajudando a encontrar uma lata de doce caído depois que ela deu um para o menino que sua amiga gostava. Esse episódio destaca o lado emocional desses personagens, e é focado na Capitã. |                                                                      |                         |
| 45 | "A Onee-san Sussurrante-son"                                         | 16 de fevereiro de 2012 |
| Na primeira parte do episódio, marca a volta de um dos personagens mais amados: Professor J-son! Ele vem ao Sket-dan com um pedido parecido com o anterior... Ajudá-lo em um encontro de casais. Na outra parte, temos a Onee-san, que decide ir a um encontro com um cara aparentemente perfeito, mas só parece. Cabe então ao Chu-sensei e ao Sket-dan a ajudá-la. |                                                                      |                         |
| 46 | "Feliz Aniversário! Parte 1"                                         | 23 de fevereiro de 2012 |
| O início do arco do Bossun. É um flashback que mostra ele com 14 anos. Bossun encontra umas fitas com uns videos gravados e estranha o conteúdo dos videos. Até que ao olhar uma foto, descobre que a Akane não era sua mãe de verdade. Durante o episódio, é contada a vida de Ryuosuke e Haru, seus verdadeiros pais. |                                                                      |                         |
| 47 | "Feliz Aniversário! Parte 2"                                         | 01 de março de 2012     |
| Ainda no arco do Bossun. Despois de descobrir a verdade, Yuusuke fica confuso com a situação, até que encontra um garoto que teve a vida salva por seu pai, Ryousuke, que morreu em seguida. Ele entrega para Bossun um presente que estava com seu pai no dia do acidente. Dentro estava um relógio e uma carta, direcionada a Bossun e a Haru. |                                                                      |                         |
| 48 | "Feliz Reaniversário"                                                | 08 de fevereiro de 2012 |
| No festival escolar, o médico que fez o parto de Haru, a mãe de Bossun, revela detalhes sobre o dia do nascimento de Bossun, e diz que seu filho, Sasuke Tsubaki, vice-presidente do conselho estudantil é na verdade irmão gêmeo de Bossun. |                                                                      |                         |
| 49 | "Grande Campeonato de Genesis"                                       | 15 de março de 2012     |
| Professor Yamanobe retorna ao clube com um pedido: ele quer que os membros do Sket Dan participem de um torneio mundial do jogo Genesis, tal jogo apresentado no episódio oito. Porém, problemas aparecem. O número de participantes da equipe deve ser de no mínimo cinco pessoas e os grupos participantes do torneio não vão dar mole para o Sket Dan. |                                                                      |                         |
| 50 | "Farei tudo o que quiser, Mestre"                                    | 22 de março de 2012     |
| Na primeira parte do episódio, Bossun obriga Himeko a assinar um contrato onde ela teria que serví-lo e fazer tudo o que ele mandar após aparentemente quebrar os dedos dele. Na segunda parte, temos a volta de Jin, o stalker de Himeko que passa a frequentar o clube para ver que tipo de relação essa tem com o Bossun. |                                                                      |                         |
| 51 | "Prazer em Conhecê-lo"                                               | 29 de março de 2012     |
| Na primeira parte do episódio, Tsubaki coopera com Bossun para a ornamentação da faixa de apoio ao clube de coral, porém confusões com os kanjis os atrapalham. Na segunda parte, Tsubaki se reune com a família de Bossun em um jantar e em seguida assistem aos videos deixados por Ryousuke e Haru, pais de ambos. |                                                                      |                         |
| 52 | "A Menina Tsundere de Maria Chiquinha!"                              | 05 de abril de 2012     |
| Na primeira parte do episódio temos a aparição de uma nova personagem, a tsundere Saaya. Ela recorre ao Sket Dan como solução para sua personalidade agressiva, tentando se socializar melhor com os garotos. Na segunda parte, Saaya pede para Chiaki chamar os membros do clube, dizendo que achou um animal perdido. O animal era uma espécie de coruja, que passa a se abrigar no clube durante um tempo. No final do episódio temos a revelação de que Saaya é a irmã do Agata. |                                                                      |                         |
| 53 | "Uma Canção Gentil para a Koma-chan"                                 | 12 de abril de 2012     |
| Na primeira metade é introduzida uma nova personagem Koma Morishita, é uma menina grande e extremamente forte, ela vai até o Sket-dan para que eles a ajudem com um menino se confessou por ela mais cedo, ela quer corresponder mas tem medo de machuca-lo com sua enorme força. Na segunda metade Dante volta e dessa vez com um problema amoroso. |                                                                      |                         |
| 54 | "Peguem a Cartomante"                                                | 19 de abril de 2012     |
| O episódio começa com Himeko e Saaya falando sobre horóscopos quando reseolvem visitar a Yuuki, que recentemente passou por um treinamento com uma famosa cartomante. Mas ao que aparenta essa cartomante está se aproveitando das pessoas inventando maldiçoes para que estas comprem objetos que, teoricamente, as protegeriam. Após isso o Sket-dan deve formar um plano para acabar com essa farsa. |                                                                      |                         |
| 55 | "O homem que sorria no Exterior, mas que era um origami no Interior" | 26 de abril de 2012     |
| 56 | 03 de maio de 2012                                                   |                         |
| 57 | 10 de maio de 2012                                                   |                         |
| 58 | 17 de maio de 2012                                                   |                         |
| 59 | 24 de maio de 2012                                                   |                         |
| 60 | 21 de maio de 2012                                                   |                         |
| 61 | 07 de junho de 2012                                                  |                         |
| 62 | 14 de junho de 2012                                                  |                         |
| 63 | 21 de junho de 2012                                                  |                         |
| 64 | 28 de junho de 2012                                                  |                         |
| 65 | 05 de julho de 2012                                                  |                         |
| 66 | 12 de julho de 2012                                                  |                         |
| 67 | 19 de julho de 2012                                                  |                         |
| 68 | 26 de julho de 2012                                                  |                         |
| 69 | 2 de Agosto de 2012                                                  |                         |
| 70 | 9 de agosto de 2012                                                  |                         |
| 71 | 16 de agosto de 2012                                                 |                         |
| 72 | 23 de agosto de 2012                                                 |                         |
| 73 | 30 de agosto de 2012                                                 |                         |
| 74 | 6 de setembro de 2012                                                |                         |
| 75 | ASA                                                                  |                         |